# Сантијаго Фернандез
Сантијаго Фернандез (шп. Santiago Fernández; 28. новембар 1985) професионални је рагбиста и аргентински репрезентативац, који тренутно игра за француског друголигаша Авирон Бајон. Висок 183 цм, тежак 83 кг, за Монпеље је одиграо 72 утакмице и постигао 57 поена, а за Бајон је до сада одиграо 43 утакмице и постигао 44 поена. Прошао је млађе селекције Аргентине, а за сениорску селекцију Аргентине је до сада одиграо 32 тест меча и постигао 13 поена. Играо је за репрезентацију Аргентине у рагбију 7 и бранио је боје Аргентине на светском првенству у рагбију 15.